# St. Peter (Sinbronn)

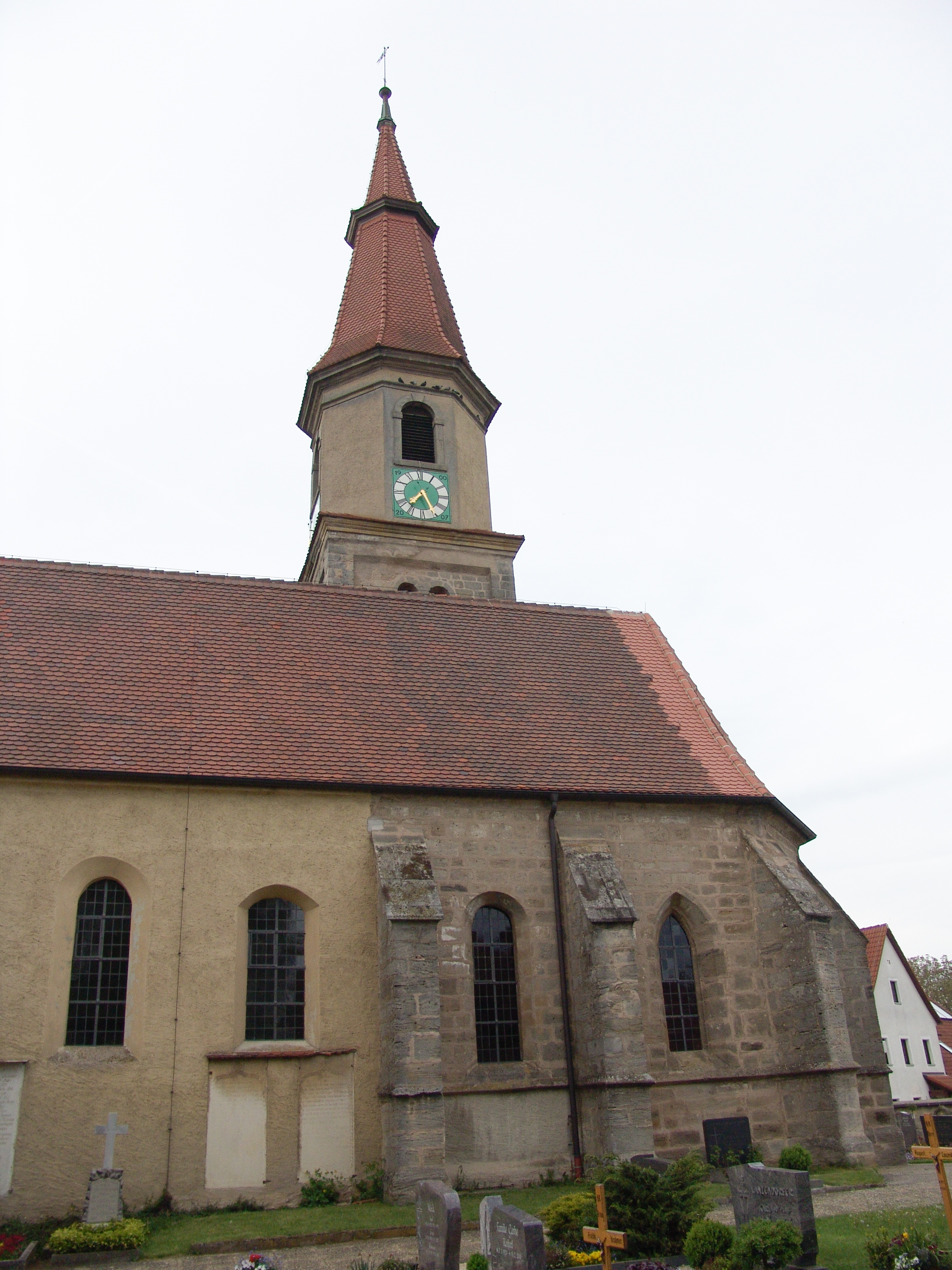
St. Peter (Sinbronn)

Die denkmalgeschützte, evangelisch-lutherische Pfarrkirche St. Peter steht in Sinbronn, einem Gemeindeteil der Großen Kreisstadt Dinkelsbühl im Landkreis Ansbach (Mittelfranken, Bayern). Die Kirche ist unter der Denkmalnummer D-5-71-136-715 als Baudenkmal in der Bayerischen Denkmalliste eingetragen. Die Kirchengemeinde gehört zum Dekanat Dinkelsbühl im Kirchenkreis Ansbach-Würzburg der Evangelisch-Lutherischen Kirche in Bayern.

## Beschreibung
Das Langhaus mit dem Anbau für das Portal im Süden und die unteren Geschosse des Chorflankenturms im Norden der Saalkirche sind die Überbleibsel einer romanischen Wehrkirche aus dem frühen 13. Jahrhundert. Der von Strebepfeilern gestützte Chor von einem Joch mit 5/8-Schluss in Breite des Langhauses, der mit Fresken ausgemalt ist, wurde 1325 im Osten angefügt. Der Chorflankenturm wurde 1722/23 um zwei Geschosse aufgestockt, das untere mit Biforien, das obere achteckige mit der Turmuhr und dem Glockenstuhl mit drei Kirchenglocken. Außerdem wurde er mit einem achtseitigen Knickhelm bedeckt. 
Der Innenraum des Chors ist mit einem Kreuzrippengewölbe überspannt, der des Langhauses, der an den Längsseiten mit Emporen ausgestattet ist, mit einer Kassettendecke. Zur Kirchenausstattung gehört ein neobarocker Altar. Ferner hat sich eine Kreuzigungsgruppe aus der Zeit zwischen 1500 und 1600 erhalten.